# 서울조원초등학교
서울조원초등학교는 대한민국 서울특별시 관악구에 있는 공립 초등학교이다.

## 학교 연혁
- 2005년 3월 2일: 개교
- 2020년 9월 1일: 제 6대 석승하 교장 선생님 취임
- 2020년 2월 12일: 제15회 졸업식(졸업생 89명)

## 참고 자료
- 서울조원초등학교 - 한국교육학술정보원 학교알리미